# Der Prinz von Sindh und die Prinzessin Fatima

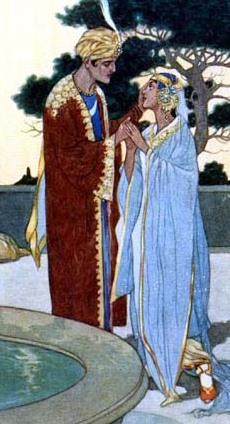
Der Prinz von Sindh und Prinzessin Fatima.

Der Prinz von Sindh und die Prinzessin Fatima, auch Der Sohn des Königs von Sindh und die Herrin Fatima ist eine Erzählung aus Tausendundeiner Nacht. In der Arabian Nights Encyclopedia wird sie als ANE 383 gelistet. In der Geschichte lernt ein Prinz die Folgen guter Taten kennen.

## Handlung
Vor einigen Jahrhunderten hatte ein Sultan von Sindh einen Sohn von einer Konkubine, der sich gegenüber der Sultanin Fatima sehr schlecht verhielt, was Auswirkungen auf ihre Gesundheit hatte. Deren Lieblingssklavin drängte ihre Herrin durch eine List den Prinzen aus dem Palast zu entfernen – die Sultanin sollte ihrem Stiefsohn sagen, dass er nicht eher seinem Rang angemessen sei, als bis zu dem Moment, wo er von der Prinzessin Fatima, der Tochter des Sultans Amir ibn al-Nu'man geliebt würde. Die Sultanin befolgte den Rat und überredete den Prinzen, der daraufhin sich mitsamt einem angemessen Gefolge in das Land der Prinzessin Fatima aufmachte.
Nach einiger Zeit gelangte der Prinz in eine Wüste, die mit einer großen Wolke hungriger Heuschrecken bedeckt war, die vor Hunger zu Boden fielen. Ihre Not bedauernd, befahl der Prinz ihnen Nahrung hinzuwerfen, woraufhin die Heuschrecken wieder zu Kräften kamen und davonflogen. Einige Tage später erreichte der Tross des Prinzen einen dichten Wald, der voll von Elefanten und anderen wilden Tieren war, die aber ebenfalls dem Hungertod nahe waren. Da bekam der Prinz wieder Mitleid und ließ einige seiner Lasttiere schlachten und gab das Fleisch den wilden Tieren, die so wieder zu Kräften kamen und davongingen.
Wenig später traf der Prinz einen alten Mann, der ihm berichtete, dass Sultan Amir ibn al-Nu‘man seine Tochter Fatima keinem Mann zur Ehefrau gab, der nicht drei schier unlösbare aufgaben löste – wenn der Bewerber scheiterte, wurde er getötet. Der Greis riet ihm von seinem Versuch ab, doch der Prinz war entschlossen Prinzessin Fatima für sich zu gewinnen. Später erreichte sein Tross einen Gebirgspass, in dem Geister Eisenstein von den Felswänden losbrachen. Der Prinz bewirtete die Geister und daraufhin zeigten sie ihm den besten Weg durch das Gebirge.
Nun endlich kam der Prinz in der Hauptstadt des Sultan Amir ibn al-Nu‘man an, schlug sein Lager auf und suchte eine Audienz beim Sultan, um um die Hand seiner Tochter Fatima anzuhalten. Der Sultan erklärte ihm die Voraussetzung, dass er die drei Aufgaben lösen musste. Nun zeigte er dem Prinzen am Abend ein großes Gefäß voller verschiedener Getreidesorten, die der Prinz trennen und in einzelne Haufen legen sollte. Wenn er es die Aufgabe bis Sonnenaufgang nicht beende, werde er sterben. Der Prinz betete zu Gott um Unterstützung ging an die Aufgabe, doch um Mitternacht gab er erschöpft auf und blickte verzweifelt seiner eigenen Hinrichtung entgegen.
Plötzlich hörte er eine Stimme, die laut ausrief, dass er Lohn empfangen werde, weil er den Heuschrecken in ihrer Not geholfen hatte. Sogleich verdunkelte sich der Himmel und die Wolke der Heuschrecken erschien, flog in den Palasthof und in wenigen Minuten sortierten die Insekten die Getreidekörner zu entsprechen Haufen. Der Prinz war überglücklich und hoffte, dass ihm für seine anderen guten Taten ebenfalls göttlicher Beistand ereilen würde. Der Sultan war erstaunt, als er sah, dass der Prinz die Aufgabe bewältigt hatte und sein hartes Herz begann langsam zu erweichen. Auch die Prinzessin Fatima, die von ihren Gemächern aus den Prinzen gesehen hatte, betete für sein Gelingen für die zweite Aufgabe.
Nun gab der Sultan am Abend dem Prinzen die nächste Aufgabe und er führte ihn zu einem großen mit Wasser gefüllten Behälter, den der Prinz bis zum Sonnenaufgang austrocknen sollte. Der Prinz hoffte um Beistand und wurde nicht enttäuscht. Um Mitternacht hörte er wieder eine Stimme, die ihm Lohn für seine gute Tat versprach und plötzlich füllte sich die Ebene mit unzähligen Elefanten, Dromedaren, Nashörnern, Kamelen, Löwen, Tigern und anderen wilden Tieren. Die Tiere kamen nun zum Behälter und nacheinander gab der Prinz ihnen zu trinken, bis kein Tropfen Wasser mehr im Behälter war. Dann zogen die Tiere davon und ließen den überglücklichen Prinzen zurück, der aus Dank zu Gott betete. Am nächsten Morgen kam der Sultan und sah erstaunt, dass der Wasserbehälter leer und trocken war.
Am darauffolgenden führte der Sultan den Prinzen zu seiner dritten und letzten Aufgabe. Er sollte aus einer Unmenge von Bauholz die Türen, Fenster und das Dach eines Palastes bis zum Sonnenaufgang anfertigen. Trotz Ängsten vertraute der Prinz darauf, dass er auch dieses Mal von Gott nicht im Stich gelassen werden würde. Und wieder war es Mitternacht, als die Geister aus dem Gebirge zu ihm kamen und all das zimmerten, was der Sultan verlangt hatte, und ihm so für seine Gastwirtschaft dankten. Der Prinz dankte seinen Freunden, die ihn vor Sonnenaufgang verließen. Der Sultan kam nun zum Prinzen und sein Herz war vollends weich geworden, hatte er doch gesehen, dass der Prinz offenkundig mit dem Segen Gottes und des Propheten Muhammad gesegnet war.
Nun gab der Sultan dem Prinzen seine Tochter Fatima zur Frau und die Hochzeit wurde gefeiert. Nach drei Monaten kehrte das Paar in die Heimat des Prinzen zurück, wo sie den Sultan vor dem Einfall eines feindlichen Herrschers bewahrten. Nun trat der Prinz auch vor die Sultanin, seine Stiefmutter, und bat um Verzeihung für sein schlechtes Verhalten ihr gegenüber. Die kinderlose Sultanin verzieh ihm und nahm ihn als ihren Sohn an. Fortan lebte die Familie in bester Eintracht und nach dem Tod seiner Eltern bestieg der Prinz den Thron.

## Hintergrund
Die Geschichte findet sich in den Manuskripten und frühen Druckausgaben von Tausendundeine Nacht ausschließlich in der Wortley-Montague-Handschrift. Übersetzungen fanden unter anderem durch Max Habicht, Richard Francis Burton und Felix Tauer statt, wobei Habichts Version als älteste Übersetzung in Details der Darstellung deutlich abweicht.

## Ausgaben
- Richard Francis Burton: Arabian Nights, Burton Club, 1886, Supplemental Nights Band 5, S. 1–13.

- Max Habicht: Tausend und eine Nacht – Arabische Erzählungen, F.W. Hendel Verlag, Leipzig 1926, 12 Bände (Erstausgabe 1824–1843, Breslauer Edition und Tunesische Handschrift), Band 8, S. 149–154.
- Felix Tauer: Neue Erzählungen aus den Tausendundein Nächten, Insel Taschenbuch, Frankfurt am Main 1989 (Wortley-Montague-Handschrift), Band 1, S. 298–311.